# Darrel Brown
Darrel Brown (* 11. Oktober 1984 in Arima) ist ein Leichtathlet aus Trinidad und Tobago, der sich auf den 100-Meter-Lauf spezialisiert hat.
Bereits in seiner frühen Jugend machte er auf internationaler Ebene auf sich aufmerksam. Bei den Leichtathletik-Juniorenweltmeisterschaften 2000 in Santiago de Chile belegte er über 100 m und in der 4-mal-100-Meter-Staffel noch jeweils den vierten Platz. Bei den Leichtathletik-Jugendweltmeisterschaften 2001 in Debrecen holte er dann im 100-Meter-Lauf die Goldmedaille. Weitere Medaillen gewann er bei den Leichtathletik-Juniorenweltmeisterschaften 2002 in Kingston mit dem ersten Platz über 100 m und dem dritten Platz in der 4-mal-100-Meter-Staffel.
Bereits 2001 war er auch im Erwachsenenbereich angetreten. Bei den Leichtathletik-Weltmeisterschaften 2001 in Edmonton gewann er als Schlussläufer in der 4-mal-100-Meter-Staffel gemeinsam mit Marc Burns, Ato Boldon und Jacey Harper die Silbermedaille. Ursprünglich hatte die Staffel in Landesrekordzeit von 38,58 s den dritten Platz belegt. Der Staffel der Vereinigten Staaten wurde jedoch nachträglich die Goldmedaille aberkannt, als ihrem Schlussläufer Tim Montgomery Doping nachgewiesen wurde. Trinidad und Tobago rückte daraufhin in der Wertung auf den zweiten Rang vor. Brown war zum Zeitpunkt des Weltmeisterschaftsfinales erst 16 Jahre alt. Außerdem wurde er im selben Jahr Landesmeister von Trinidad und Tobago über 100 m.
Bei den Leichtathletik-Weltmeisterschaften 2003 in Paris gewann er die Silbermedaille im 100-Meter-Lauf in 10,08 s, nur eine Hundertstelsekunde hinter dem Sieger Kim Collins aus St. Kitts und Nevis. Mit einer Zeit von 10,01 s in der Viertelfinalrunde stellte Brown zudem einen Juniorenweltrekord auf. Kurz zuvor hatte er bei den Panamerikanischen Spielen in Santo Domingo die 4-mal-100-Meter-Staffel seines Landes zum zweiten Platz geführt. 
Bei den Leichtathletik-Weltmeisterschaften 2005 in Helsinki folgte eine weitere Silbermedaille in der Staffel. Gemeinsam mit Kevon Pierre, Marc Burns und Jacey Harper stellte er dabei mit einer Zeit von 38,10 s einen neuen Landesrekord für Trinidad und Tobago auf. Im 100-Meter-Lauf verpasste er dieses Mal allerdings das Finale. Mit einer Zeit von 10,16 s schied er in der Halbfinalrunde aus.
Bei den Olympischen Spielen 2008 in Peking erreichte er über 100 m die Viertelfinalrunde.
Die nächste Silbermedaille in der Staffel gewann Brown bei den Leichtathletik-Weltmeisterschaften 2009 in Berlin. Gemeinsam mit Marc Burns, Emmanuel Callander und Richard Thompson erzielte er dabei in 37,62 s einen neuen Landesrekord.
Darrel Brown hat bei einer Körpergröße von 1,80 m ein Wettkampfgewicht von 79 kg.

## Bestleistungen
- 100 m: 9,99 s, 25. Juni 2005, Port of Spain
- 200 m: 20,41 s, 6. Mai 2001, Port of Spain
- 60 m (Halle): 6,59 s, 14. Februar 2004, Fayetteville